# ブルーノ・アルバート
ブルーノ・アルバート（Bruno Albert, 1962年 - ）は、ベルギーの造園家。リエージュ生まれ。

## 経歴
1984年に、ガンブルーの産業国家の高等研究所のランドスケープガーデン課程（architecture des jardins et du paysage de l’institut superieur industriel de l’Etat de Gembloux.、ISIAガンブルー校ペイサージュ教育課程）卒業。
ベルギーのアトリエ・デュ・サルトティルマンクロード/Strebelle、フランスのアトリエ・アラン・Faragou、アラベラレノックス・ボイドのジャンマスア・Cabrisと、英国でヴィルフランシュ・シュル・メール、でのインターンシップを経て独立。 

## 代表作
- ベルビエのデ・ラ・ソシエテ・ドゥ・アルモニ公園。 （1994年）
- AubelのGohrez城庭園復元。（1996年）
- 深・虹彩と構造菜園の修復（1998年、1958年にルネ・ペシェルによって作成された同じ整形式庭園がある）
- リエージュ、サン‐ランベール内緑地開発（1998年）
- E25-E40高速道路リンク（エンジニアのルネ・Greishと協同、1999年）
- リエージュの大邸宅（2000年開発。 チャールズ・Vandenhove・アーキテクチャやアーティスト、ダニエル・ビュラン、ジャン=ピエール・ソル、Lewit Pinceminと共同）
- プラザ・デ・ラ・ガレ・TGVリエージュ・Guillemins（サンティアゴ・カラトラバとのコラボレーション。2009年建設）
- セルジュDelsemmeのために建てられたコンクリートの家